# 葛巻町
葛巻町（くずまきまち）は、岩手県の北部に位置する岩手郡に所在する町。北上高地の東北部に位置しており、酪農を基幹産業としている。

## 概要
電車も走っていなければ、高速道路も通っていない。スキー場、温泉、ゴルフ場といったものない「過疎の町」であった。しかしながら、こういった逆境をハンデと取らずに、寄付や出資を募って資金を集め、設立された第三セクターであるくずまき高原牧場、くずまきワイン、グリーンテージくずまき（ホテル）の3社合計で、2007年の売り上げは16億7000万円、純利益約1000万円、累積黒字約2億円となっている。3社合計の従業員数は164名で、そのうち半数近い80名がUターン就職とされ、支払い賃金額の総計が約4億5000万円、町の経済活性化を実現している。
こういったこともあり、「循環型地場産業形成政策」の成功例とされる。

## 地理
町の中心部は標高約400m、周囲は1000mを超える山々に囲まれていて、森林は町の86%である。
- 河川：馬淵川

## 気候
ケッペンの気候区分によると、葛巻町は湿潤大陸性気候・亜寒帯湿潤気候（Dfb）に属する。12月から2月にかけて日平均気温が氷点下となり、寒さが厳しい。降雪量が多く、周辺の自治体と同様に豪雪地帯に指定されている。
冬季は、近年でも-20℃を下回る気温が観測され、2017年1月15日に-20.3℃、2021年1月3日に-21.1℃、2021年1月9日に-22.6℃を観測している。
| 極値            | 観測値  | 観測年月日    |
| 最高気温        | 34.7℃   | 2007年8月12日 |
| 最低気温        | -23.2℃  | 1978年2月17日 |
| 最大日降水量    | 146mm   | 2006年10月7日 |
| 最大1時間降水量 | 49mm    | 2002年8月19日 |
| 最大風速        | 16.1m/s | 2018年10月7日 |
| 最大瞬間風速    | 30.7m/s | 2017年9月18日 |
| 月最深積雪      | 114cm   | 2011年1月1日  |

| 葛巻（1991年 - 2020年）の気候      | 葛巻（1991年 - 2020年）の気候 | 葛巻（1991年 - 2020年）の気候 | 葛巻（1991年 - 2020年）の気候 | 葛巻（1991年 - 2020年）の気候 | 葛巻（1991年 - 2020年）の気候 | 葛巻（1991年 - 2020年）の気候 | 葛巻（1991年 - 2020年）の気候 | 葛巻（1991年 - 2020年）の気候 | 葛巻（1991年 - 2020年）の気候 | 葛巻（1991年 - 2020年）の気候 | 葛巻（1991年 - 2020年）の気候 | 葛巻（1991年 - 2020年）の気候 | 葛巻（1991年 - 2020年）の気候 |
| 月                                 | 1月                           | 2月                           | 3月                           | 4月                           | 5月                           | 6月                           | 7月                           | 8月                           | 9月                           | 10月                          | 11月                          | 12月                          | 年                            |
| ---------------------------------- | ----------------------------- | ----------------------------- | ----------------------------- | ----------------------------- | ----------------------------- | ----------------------------- | ----------------------------- | ----------------------------- | ----------------------------- | ----------------------------- | ----------------------------- | ----------------------------- | ----------------------------- |
| 最高気温記録 °C （°F）             | 11.9 (53.4)                   | 15.4 (59.7)                   | 19.3 (66.7)                   | 27.6 (81.7)                   | 31.9 (89.4)                   | 33.0 (91.4)                   | 33.8 (92.8)                   | 34.7 (94.5)                   | 32.4 (90.3)                   | 27.0 (80.6)                   | 21.8 (71.2)                   | 16.9 (62.4)                   | 34.7 (94.5)                   |
| 平均最高気温 °C （°F）             | 0.0 (32)                      | 1.0 (33.8)                    | 5.3 (41.5)                    | 12.7 (54.9)                   | 19.1 (66.4)                   | 22.6 (72.7)                   | 25.7 (78.3)                   | 26.7 (80.1)                   | 22.4 (72.3)                   | 16.2 (61.2)                   | 9.5 (49.1)                    | 2.8 (37)                      | 13.7 (56.7)                   |
| 日平均気温 °C （°F）               | −3.8 (25.2)                   | −3.2 (26.2)                   | 0.5 (32.9)                    | 6.8 (44.2)                    | 12.8 (55)                     | 16.7 (62.1)                   | 20.6 (69.1)                   | 21.3 (70.3)                   | 17.0 (62.6)                   | 10.4 (50.7)                   | 4.4 (39.9)                    | −1.1 (30)                     | 8.5 (47.3)                    |
| 平均最低気温 °C （°F）             | −8.2 (17.2)                   | −8.0 (17.6)                   | −4.5 (23.9)                   | 0.8 (33.4)                    | 6.3 (43.3)                    | 11.3 (52.3)                   | 16.2 (61.2)                   | 17.0 (62.6)                   | 12.4 (54.3)                   | 5.2 (41.4)                    | −0.5 (31.1)                   | −5.2 (22.6)                   | 3.6 (38.5)                    |
| 最低気温記録 °C （°F）             | −22.6 (−8.7)                  | −23.2 (−9.8)                  | −20.3 (−4.5)                  | −11.8 (10.8)                  | −3.5 (25.7)                   | −0.4 (31.3)                   | 5.6 (42.1)                    | 5.0 (41)                      | 0.2 (32.4)                    | −4.3 (24.3)                   | −10.7 (12.7)                  | −18.8 (−1.8)                  | −23.2 (−9.8)                  |
| 降水量 mm （inch）                 | 41.6 (1.638)                  | 38.5 (1.516)                  | 57.8 (2.276)                  | 62.8 (2.472)                  | 75.1 (2.957)                  | 86.2 (3.394)                  | 147.3 (5.799)                 | 157.1 (6.185)                 | 130.9 (5.154)                 | 104.3 (4.106)                 | 72.1 (2.839)                  | 64.3 (2.531)                  | 1,037.9 (40.862)              |
| 降雪量 cm （inch）                 | 116 (45.7)                    | 107 (42.1)                    | 76 (29.9)                     | 7 (2.8)                       | 0 (0)                         | 0 (0)                         | 0 (0)                         | 0 (0)                         | 0 (0)                         | 0 (0)                         | 4 (1.6)                       | 79 (31.1)                     | 384 (151.2)                   |
| 平均降水日数 （≥1.0 mm）           | 10.4                          | 9.8                           | 11.4                          | 11.2                          | 10.3                          | 9.8                           | 11.8                          | 11.8                          | 11.4                          | 10.9                          | 12.1                          | 11.8                          | 132.8                         |
| 平均月間日照時間                   | 47.4                          | 66.6                          | 123.1                         | 160.8                         | 182.9                         | 152.1                         | 131.1                         | 139.1                         | 126.3                         | 119.6                         | 82.4                          | 51.6                          | 1,384.6                       |
| 出典1：Japan Meteorological Agency |                               |                               |                               |                               |                               |                               |                               |                               |                               |                               |                               |                               |                               |
| 出典2：気象庁                      |                               |                               |                               |                               |                               |                               |                               |                               |                               |                               |                               |                               |                               |

## 歴史
江戸時代には南部藩に属し、寛文5年（1665年）からは南部藩より分藩した八戸藩に属することとなった。また、盛岡へ塩を運ぶ野田街道の宿場町として栄えた。廃藩置県の後、北九戸郡葛巻村となり、幾多の変遷を経て岩手郡葛巻町として現在に至る。

### 沿革
- 1889年（明治22年）4月1日 - 町村制が施行される。
  - 葛巻村が単独で村制施行し、北九戸郡葛巻村が成立。
- 1897年（明治30年）4月1日 - 北九戸郡と南九戸郡が合併し、九戸郡の所属となる[6]。
- 1940年（昭和15年）12月25日 - 町制施行し、九戸郡葛巻町となる。
- 1948年（昭和23年）7月1日 - 九戸郡葛巻町と江刈村が岩手郡に編入される[7]。
- 1955年（昭和30年）7月15日 - 葛巻町、江刈村、二戸郡田部村が合併し新たに岩手郡葛巻町が発足。
- 1978年（昭和53年）12月15日 - 町章を制定する[8]。

## 行政
- 町長：鈴木重男（すずき しげお、2007年8月28日就任、4期目）

| 代                 | 氏名             | 就任             | 退任             | 備考             |
| 葛巻村長（官選）   | 葛巻村長（官選） | 葛巻村長（官選） | 葛巻村長（官選） | 葛巻村長（官選） |
| ------------------ | ---------------- | ---------------- | ---------------- | ---------------- |
|                    | 不詳             |                  |                  |                  |
| 旧葛巻町長（官選） |                  |                  |                  |                  |
|                    | 不詳             |                  |                  |                  |
| 旧葛巻町長（公選） |                  |                  |                  |                  |
|                    | 不詳             |                  |                  |                  |
| 葛巻町長（公選）   |                  |                  |                  |                  |
| 1                  | 遠藤喜兵衛       | 昭和30年8月28日  | 昭和34年8月27日  |                  |
| 2                  | 遠藤喜兵衛       | 昭和34年8月28日  | 明治38年8月27日  |                  |
| 3                  | 遠藤喜兵衛       | 昭和38年8月28日  | 昭和42年8月27日  |                  |
| 4                  | 遠藤喜兵衛       | 昭和42年8月28日  | 昭和46年8月27日  |                  |
| 5                  | 高橋吟太郎       | 昭和46年8月28日  | 昭和50年8月27日  |                  |
| 6                  | 高橋吟太郎       | 昭和50年8月28日  | 昭和54年8月27日  |                  |
| 7                  | 高橋吟太郎       | 昭和54年8月28日  | 昭和58年8月27日  |                  |
| 8                  | 高橋吟太郎       | 昭和58年8月28日  | 昭和62年8月27日  |                  |
| 9                  | 鈴木輝雄         | 昭和62年8月28日  | 平成3年8月27日   |                  |
| 10                 | 鈴木輝雄         | 平成3年8月28日   | 平成7年8月27日   |                  |
| 11                 | 遠藤治夫         | 平成7年8月28日   | 平成11年8月27日  |                  |
| 12                 | 中村哲雄         | 平成11年8月28日  | 平成15年8月27日  |                  |
| 13                 | 中村哲雄         | 平成15年8月28日  | 平成19年8月27日  |                  |
| 14                 | 鈴木重男         | 平成19年8月28日  | 現職             |                  |

中村哲雄の2期8年間で、以下のような行財政改革、リストラを断行している。
- 交付税・交付金 - 8年間で累計50億円削減
- 町の借入金 - 16億円削減
- 町の基金 - 2億円増額
- 役所
  - 収入役廃止
  - 6課を廃止（課長職6名削減）し、5課4局体制に組織変更
  - 併せて外部委託を行い、役場職員を50名削減
  - 給与支給額で4億円の削減
- 町議会
  - 町長の報酬を月額10万円削減
  - 町議会議員を16人から10人に削減
- 農業委員会を22人から14人に削減

第三セクターとの連結決算では、毎年約2億円程度の黒字財政となった。

## 姉妹都市・友好都市

### 国内
- 北中城村（沖縄県 中頭郡）
  - 1989年 姉妹都市提携

## 地域

### 人口
| |                                        |  |
| 葛巻町と全国の年齢別人口分布（2005年） | 葛巻町の年齢・男女別人口分布（2005年） |  |
| ■紫色 ― 葛巻町 ■緑色 ― 日本全国 | ■青色 ― 男性 ■赤色 ― 女性              |  |
| 葛巻町（に相当する地域）の人口の推移 \| 1970年（昭和45年） \| 14,135人 \| \| \| 1975年（昭和50年） \| 13,044人 \| \| \| 1980年（昭和55年） \| 11,972人 \| \| \| 1985年（昭和60年） \| 11,231人 \| \| \| 1990年（平成2年） \| 10,364人 \| \| \| 1995年（平成7年） \| 9,536人 \| \| \| 2000年（平成12年） \| 8,725人 \| \| \| 2005年（平成17年） \| 8,021人 \| \| \| 2010年（平成22年） \| 7,304人 \| \| \| 2015年（平成27年） \| 6,344人 \| \| \| 2020年（令和2年） \| 5,634人 \| \| |                                        |  |
| 総務省統計局 国勢調査より |                                        |  |
| 1970年（昭和45年） | 14,135人                               |  |
| 1975年（昭和50年） | 13,044人                               |  |
| 1980年（昭和55年） | 11,972人                               |  |
| 1985年（昭和60年） | 11,231人                               |  |
| 1990年（平成2年） | 10,364人                               |  |
| 1995年（平成7年） | 9,536人                                |  |
| 2000年（平成12年） | 8,725人                                |  |
| 2005年（平成17年） | 8,021人                                |  |
| 2010年（平成22年） | 7,304人                                |  |
| 2015年（平成27年） | 6,344人                                |  |
| 2020年（令和2年） | 5,634人                                |  |

平成27年国勢調査より前回調査からの人口増減をみると、13.14％減の6,344人であり、増減率は県下33市町村中30位。

### 放送

#### ラジオ
町内には、象鼻山にNHK-FM放送の葛巻中継局（89.9MHz）が設置されている。
NHKの中波放送とIBC岩手放送、エフエム岩手は盛岡親局のエリア内ではあるが、山間部が多いために受信しにくい場所も存在する。

#### テレビ
- 地上基幹放送は、折爪岳中継局を受信し、葛巻町が指定再放送事業者として整備した光ファイバー網により配信する。
  - 2012年（平成24年）3月まではNHK総合テレビとEテレの中継局がNHK-FM放送の中継局に置かれていた。
- 葛巻町は、2013年（平成25年）に地上一般放送事業者として地上一般放送局の免許を取得[9]し、ワンセグエリア放送を実施してきた。市町村によるワンセグ放送導入としては、青森県三沢市と同時で国内初の事例[10]であったが、2023年（令和5年）に再免許することなく廃止された。
  - 町内に地上一般放送局25局が設置[11]されていた。

| 免許人 | 局名                                | 呼出符号                    | 物理チャンネル | 周波数        | 空中線電力 | ERP   | 業務区域     |
| ------ | ----------------------------------- | --------------------------- | -------------- | ------------- | ---------- | ----- | ------------ |
| 葛巻町 | 葛巻01エリア放送～ 葛巻25エリア放送 | JOXZ2AU-AREA～ JOXZ2BS-AREA | 32ch           | 587.142857MHz | 770μW      | 770μW | 葛巻町の一部 |

### 教育

#### 高等学校
- 岩手県立葛巻高等学校

#### 中学校
- 葛巻町立葛巻中学校
- 葛巻町立小屋瀬中学校
- 葛巻町立江刈中学校

#### 小学校

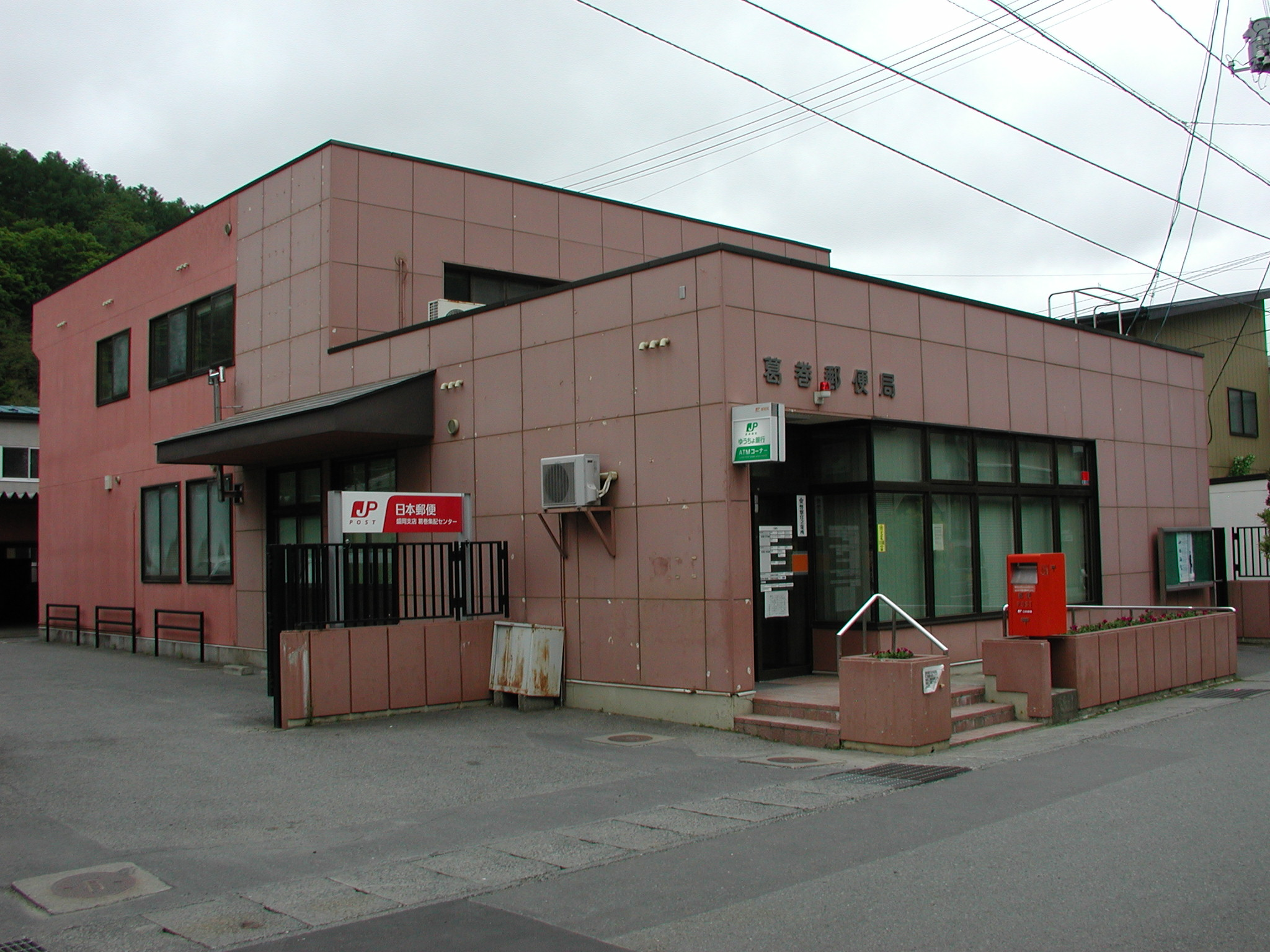
葛巻郵便局

- 葛巻町立葛巻小学校
- 葛巻町立小屋瀬小学校
- 葛巻町立江刈小学校
- 葛巻町立五日市小学校

### 郵便
郵便局
- 葛巻郵便局（集配局）（83025）
- 江刈郵便局（83157）
- 小田郵便局（83239）

簡易郵便局
- 岩手中村簡易郵便局（83716）
- 田部簡易郵便局（83830）
- 小屋瀬簡易郵便局（83842）

## 交通

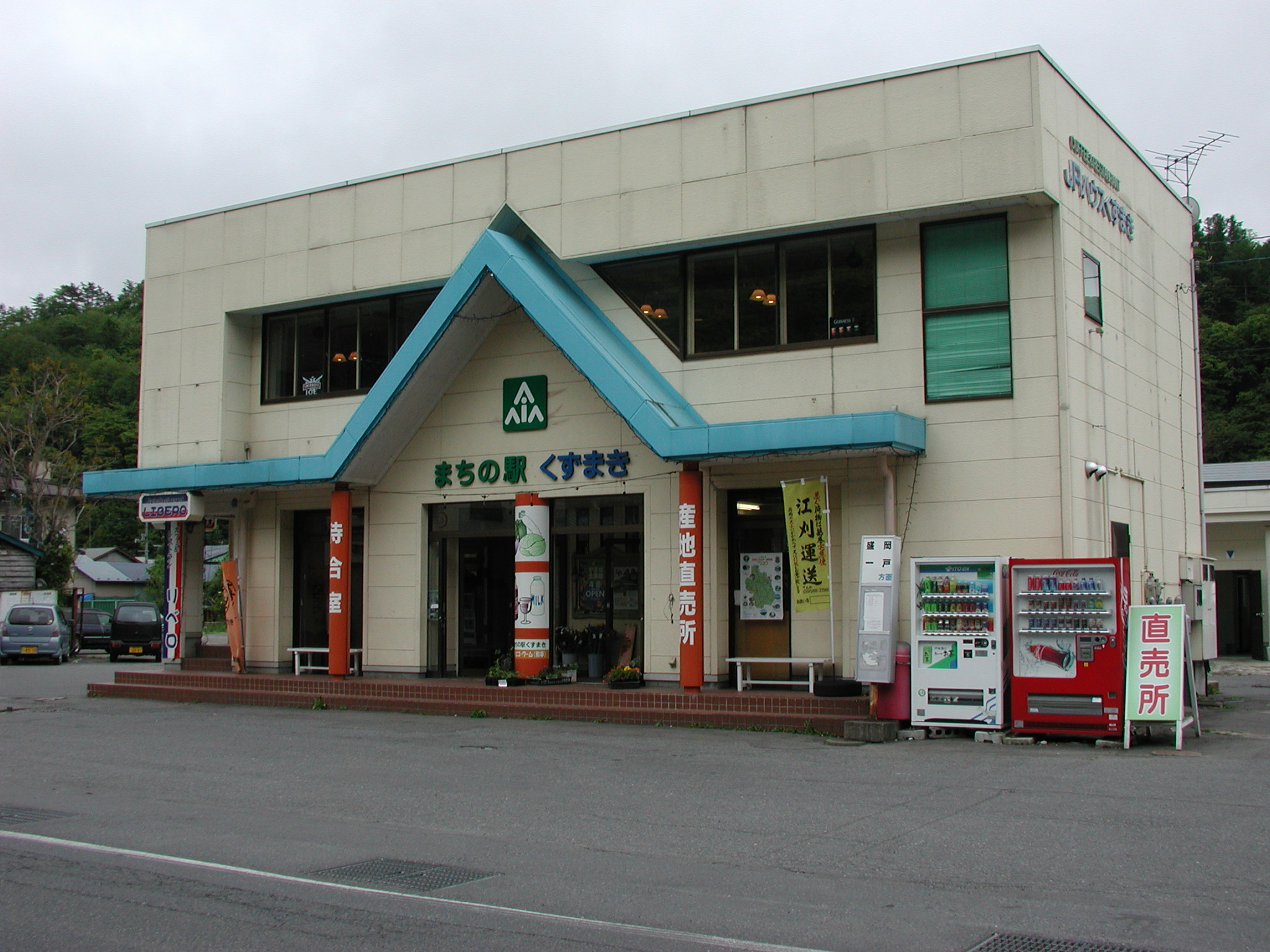
ジェイアールバス葛巻駅（まちの駅くずまき）

### 鉄道
町内を鉄道路線は走っていない。鉄道を使用する場合の最寄り駅は、JR東日本東北新幹線および、IGRいわて銀河鉄道いわて銀河鉄道線のいわて沼宮内駅。

### バス路線
- JRバス東北
  - 平庭高原線
    - 盛岡駅 - 岩手渋民 - いわて沼宮内駅 - 葛巻駅 - 久慈駅

  - 沼宮内線
    - 葛巻駅 - 荒沢口 - 上荒沢口 - 大平橋

  - 小鳥谷線
    - 葛巻駅 - 冬部 - 姉帯 - 小鳥谷駅 - 一戸駅 - 二戸駅
- 岩手県北バス
  - 葛巻駅 - 瀬月内 - 伊保内営業所
  - 末代橋 - いわて沼宮内駅 - 中山 - 吉ヶ沢

### 道路

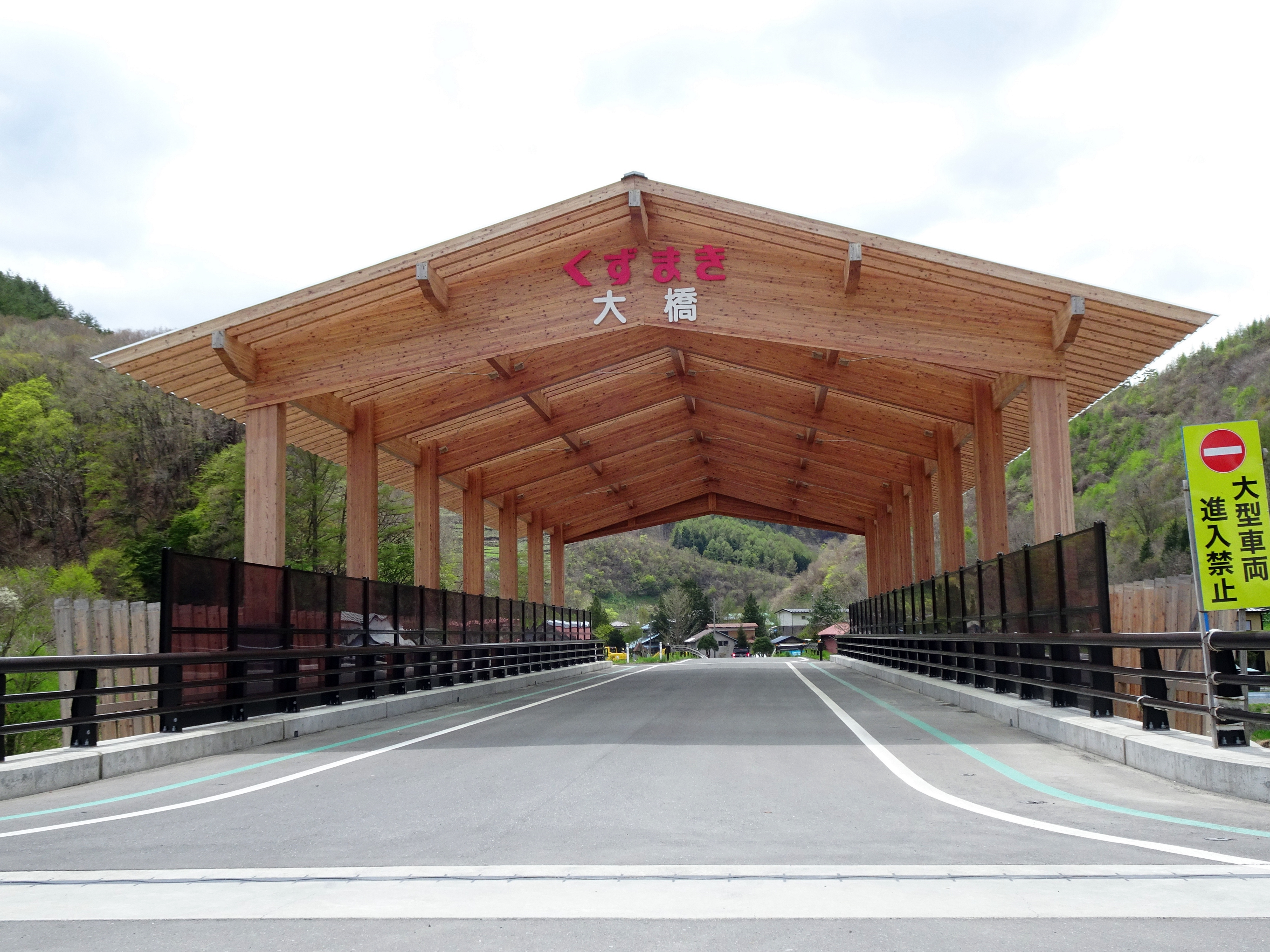
くずまき大橋

#### 一般国道
- 国道281号
  - 道の駅くずまき高原
- 国道340号

#### 県道

##### 主要地方道
- 岩手県道15号一戸葛巻線
- 岩手県道30号葛巻日影線

##### 一般県道
- 岩手県道202号普代小屋瀬線
- 岩手県道253号元木江刈内線

## イベント

### くずまきはしご酒まつり
年により開催される日は異なる。初開催は2013年。
前売り券を購入し、その券で町内各地の飲食店でサービスが受けられる。五店舗以上巡ると景品が当たる。

### ベアレンビール＆くずまきワインフェスタinくずまき高原牧場
毎年7月初めの日曜日に開催される、2017年で5回目を迎えるイベント。
チケットを購入するとワイン・ビールが飲み放題になる。ジョッキ・グラスは持参が必要。

### くずまきワイン＆生ビールまつり
毎年7月終わりころにくずまき駅構内にて開催される。
チケットを購入すると、ワイン・ビールが飲み放題となる。

### くずまき夏まつり
葛巻小学校グラウンドで開催。
屋台村ほか、打ち上げ花火や盆踊り、抽選会などが行われる。

### くずまき秋まつり
毎年9月第4土日に開催される、葛巻大麻八幡宮の例大祭。
八幡宮の神輿は初日に同町内の秋葉神社へ郷土芸能(葛巻神楽、葛巻七つ物、葛巻さんさ)をお供に移動、そこで一泊する。
山車は茶屋場組、下町組、新町組、浦子内組の4台が出る。山車人形は、茶屋場組、新町組、浦子内組は一戸町、（橋中組、上町組、一戸町 本組。）下町組は盛岡市から借り上げている。（盛岡観光協会・  三番組から借りる例も）
各郷土芸能・山車は町内を回り、寄付を受けた家庭・店舗に粗品(郷土芸能はタオル、山車組はその年の山車がプリントされた手拭)を配り、音頭上げや踊りを披露する。初日午後にはパレード、初日夜には山車組踊りの競演・山車展示が行われる。
尚、不作の年は「宮祭り」と称し、山車運行などは行われない。

### まちなか紅葉まつり
まちなか活性化協議会が町中心部活性化のため開催するイベント。屋台村他、さまざまな催し物が開催される。

### 雪だるまロード・雪像コンテスト
各地に雪像が作られ、コンテストを開催し、入賞者には景品が贈られる。

### まちなか雪まつり
葛巻小学校グラウンドにて行われ、雪に関する様々な催し物が開催される。

### くずまき高原牧場冬まつり
綱引きやカーリングなどが楽しめる他、抽選会も行われる。

### 平庭高原つつじまつり
屋台村やステージショーなどがある。

### くずまき高原牧場まつり
くずまき高原牧場で開催。新鮮な牛肉や牛乳を味わったり、動物との触れ合いが楽しめる。

### くずまき町民まつり
葛巻町社会体育館・モウモウ館で開催され、生涯学習まつり・産業まつりと同時開催される。
ステージショーなどがたのしめる。
この他、盆時期には各地区で盆踊り・抽選会が開催される。イベントなどの詳細・最新情報は葛巻町公式ページを参照のこと。